# Pseudorhacochelifer schurmanni
Espèce
Pseudorhacochelifer schurmanni est une espèce de pseudoscorpions de la famille des Cheliferidae.

## Distribution
Cette espèce est endémique des îles Canaries. Elle se rencontre sur Tenerife, la Grande Canarie et La Palma.

## Description
Le mâle holotype mesure 1,7 mm et la femelle paratype 2 mm.

## Étymologie
Cette espèce est nommée en l'honneur de Peter Schurmann.

## Publication originale
- Beier, 1976 : Die Pseudoscorpione der macaronesischen Inseln. Vieraea, Tenerife, vol. 5, p. 23-32 (texte intégral).